# Hold Me
"Hold Me" és el sisè senzill de l'àlbum Affirmation, segon i darrer disc d'estudi de Savage Garden. Van editar un videoclip on apareix Hayes passejant per Borough Market de Londres. El senzill va tenir força èxit al Regne Unit arribant a la 17a posició de la llista britànica de senzills.

## Llista de cançons

### Regne Unit
CD1
1. "Hold Me" (versió ràdio) – 3:54
2. "Crash and Burn" (Live in the Studio) – 4:08
3. "Truly Madly Deeply" (versió australiana) – 4:38

CD2
1. "Hold Me" (versió ràdio) – 3:54
2. "I Want You" (directe acústic) – 2:48
3. "I Knew I Loved You" (directe a Brisbane, maig 2000) – 3:26

Casset
1. "Hold Me" (versió ràdio) – 3:54
2. "Truly Madly Deeply" (versió australiana) – 4:38

### Europa
CD Senzill
1. "Hold Me" (versió ràdio) – 3:54
2. "Truly Madly Deeply" (versió australiana) – 4:38

Maxi-CD
1. "Hold Me" (versió ràdio) – 3:54
2. "Truly Madly Deeply" (versió australiana) – 4:38
3. "I Want You" (directe acústic) – 2:48
4. "I Knew I Loved You" (directe a Brisbane, maig 2000) – 3:26

### Austràlia
1. "Hold Me" – 4:50
2. "Hold Me" (directe a Brisbane, maig 2000) – 5:10
3. "The Best Thing" (directe a Brisbane, maig 2000) – 5:29
4. "Affirmation" (Almighty Remix) – 8:04

### Nova Zelanda
1. "Hold Me" (versió ràdio) – 3:54
2. "Crash and Burn" (Live in the Studio) – 4:08
3. "I Want You" (directe acústic) – 2:48
4. "I Knew I Loved You" (directe a Brisbane, maig 2000) – 3:26